# Гора Кіта

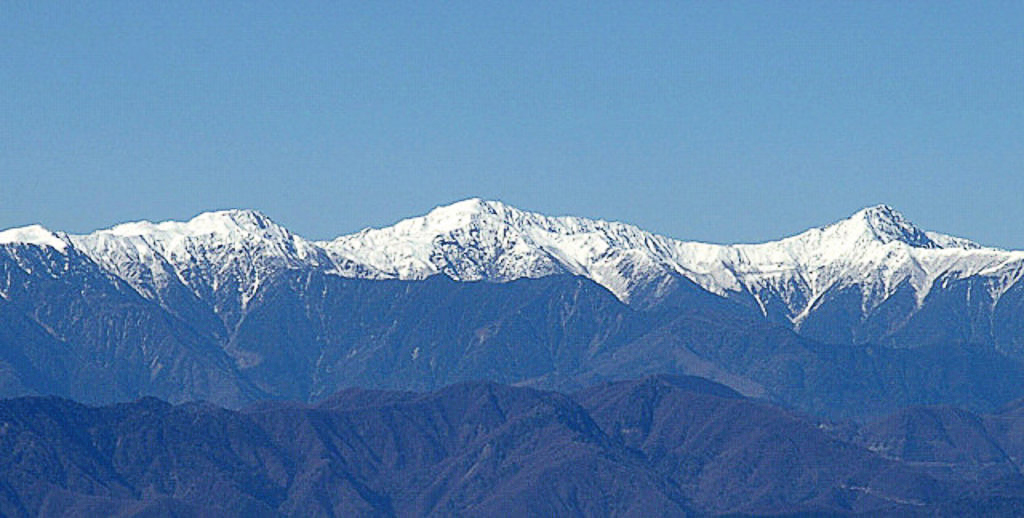
Шіранесандзан (зліва на право: гора Ноторі, гора Аіно, гора Кіта), вигляд з гори Кенаші, Префектура Сідзуока (Листопад 2006)

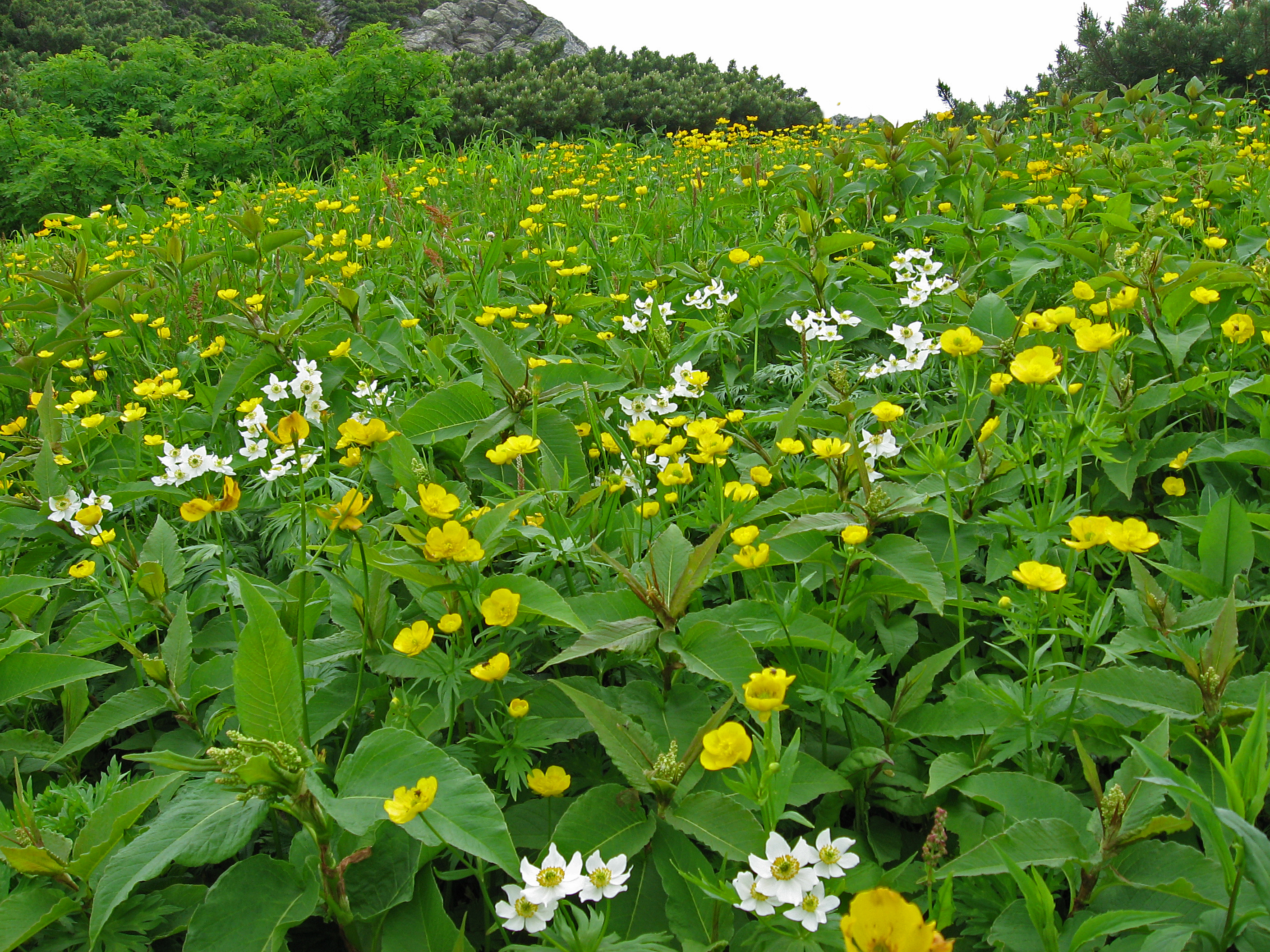
Кусасубері

Гора Кіта (яп. 北岳) — гора, є другою найвищою вершиною в Японії, після гори Фудзі та 4-ю за відносною висотою, також є знаною як «лідер Південних Альп». Входить у список 100 найвідоміших гір Японії. Знаходиться в Національному парку Мінамі Альпс (Південні Альпи), біля міста Мінамі-Альпс.

## Географія
Контрфорс гори Кіта (яп. 北岳バットレス Kita-dake Battoresu) є 600-та метрова скеля, зі східної сторони гори.
Широко розповсюджена альпійська рослинність, особливо на південно-східному схилі гори, продовж маршруту до гори Накашіране (яп. 中 白 峰山 Накашіране-сан) і вздовж Кусасубері (Яп. 草 りКусасубері)) та Міґімата (яп. 右 俣 міґімата), а також навколо гірського озерця Шіранео (яп. 白 根 御 池 Шіранео-іке) на північній стороні гори. Великі скупчення рослин можна побачити з гірських хатин поблизу вершини.

## Етимологія
Основними вершинами гірського хребта Акаісі є гора Кіта, гора Аіно і гора Ноторі. Разом ці три гори також називають «Шіране-сандзан» (яп. 白根三山, досл. «Три білі вершини»). Сама ж назва гори Кіта (яп. 北岳, кириліз.: Кіта-даке, досл. «Північна гора») зважає на те, що вона розташована найпівнічніше з цієї трійки вершин.

## Сходження
Гірська територія навколо гори Кіта є однією з найпопулярніших в Японії. Відправними точками для сходження є Хіроґавара (яп. 広 河 原) зі сходу і Рюомата (яп. 両 両) на захід. Однак, більшість людей все ж таки піднімається з Хіроґавари, за рахунок кращих умов для сходження. Два гірських притулки біля вершини забезпечують проживання до 150 чоловік в приміщенні, а також додатково навколо притулків відвені місця для розташування в наметів.
Є три основні маршрути сходження на вершину гори Кіта. Перший починається в Хіроґаварі, вверх по ріці Оканбадзава (яп. 大 樺 樺 沢Оканбадзава-ґава) вздовж ущелини Даісеккеі (яп. 大雪 渓 Даісеккеі). Інший маршрут покидає річкову долину раніше і виходить з лісу в Шіранеоіке-Кусасубері. Третій маршрут прямує від Рюомата по західному склону вершини.
Уздовж хребта, з вершини Кіта, проходить маршрут через Накашіранесан на вершину Аіно, Нішіноторі (яп. 西 農 鳥 岳 Нішінітоторі-даке), гору Ноторі і продовжує рухатися далі по хребту на південь. На Кіту також прокладений альтернативний маршрут (Ікеяма-Цуріоне (Яп. 池 山 吊 尾根)), який з'єднує оглядовий майданчик на вершині Вашиносуміама (яп. 鷲 住 山), через вершину Бокондзава (яп. ボ ー コ ン 沢). Проте цей маршрут більшої популярний взимку, ніж протягом літніх місяців. Також контрфорс гори Кіта — є класичним місцем для вільного скелелазіння в Японії.

## Галерея

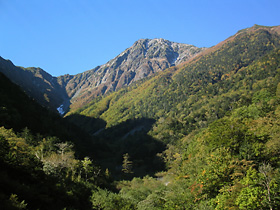
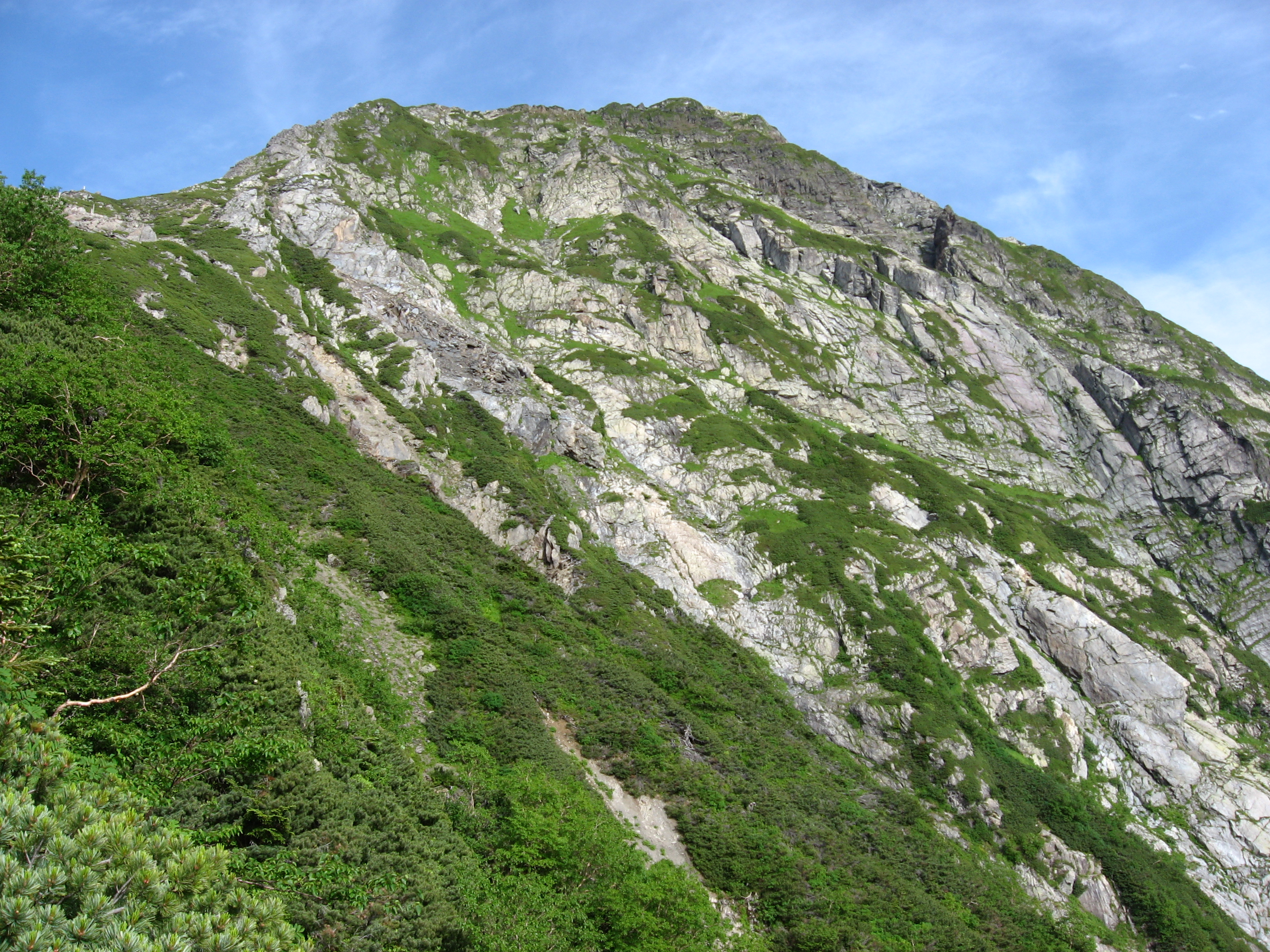
Kitadake Buttress
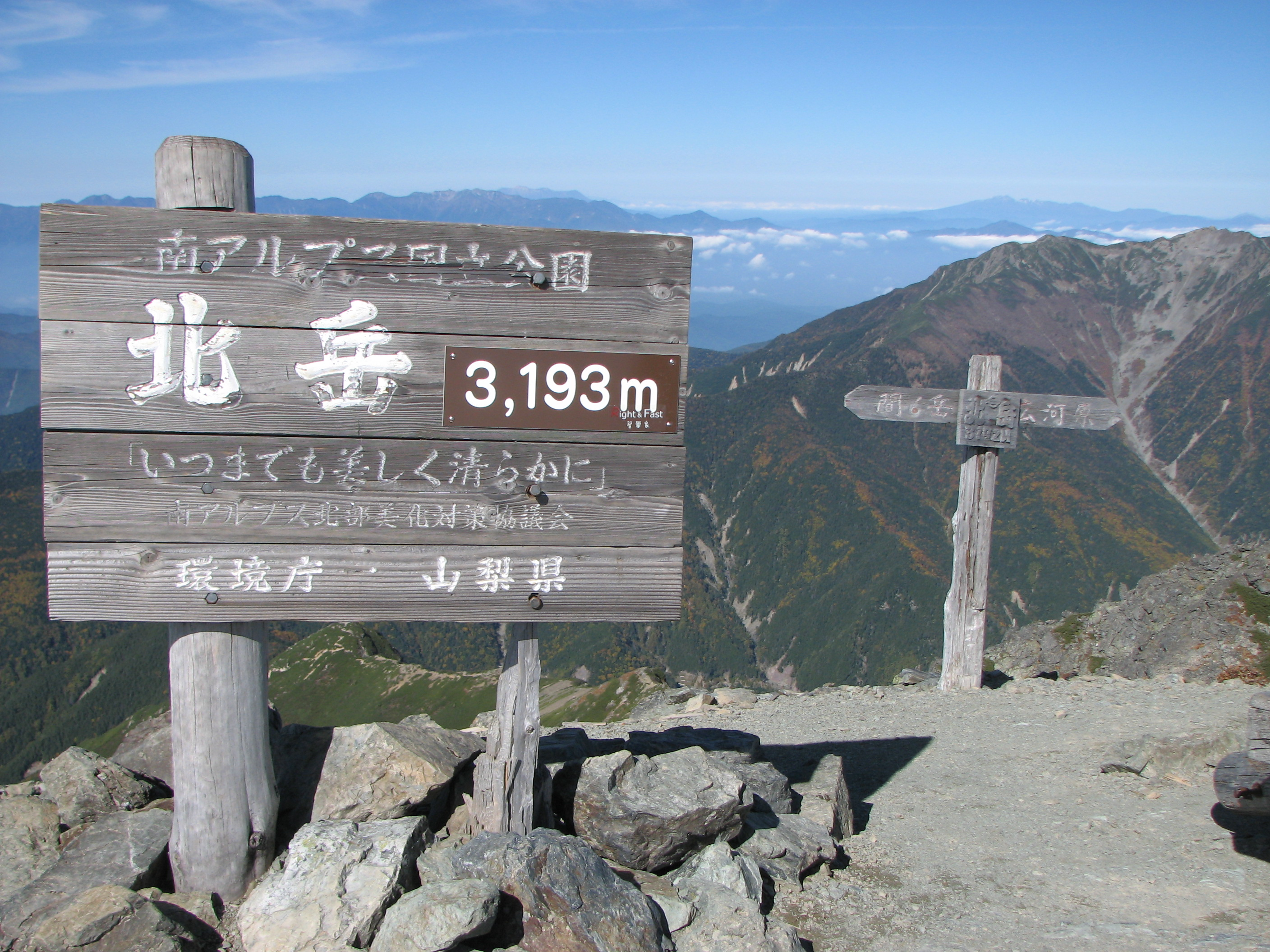
Two signboards indicating the new and old elevation
View from the summit 1
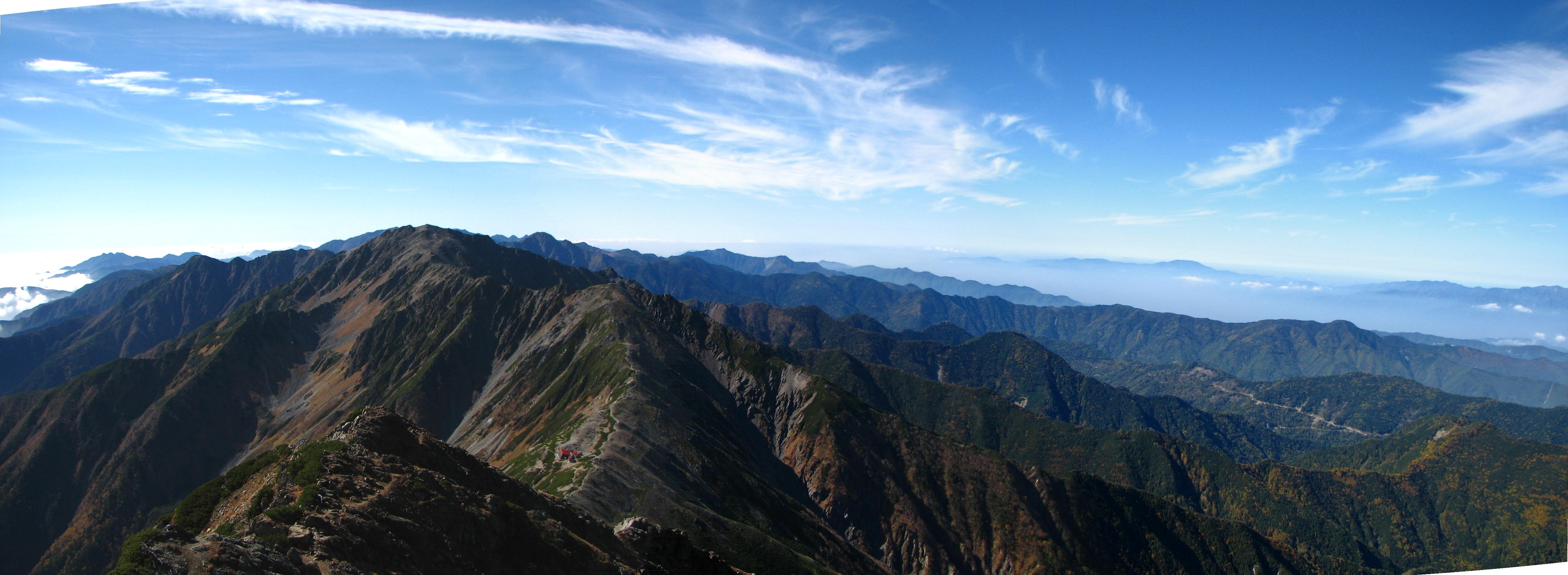
View from the summit 2
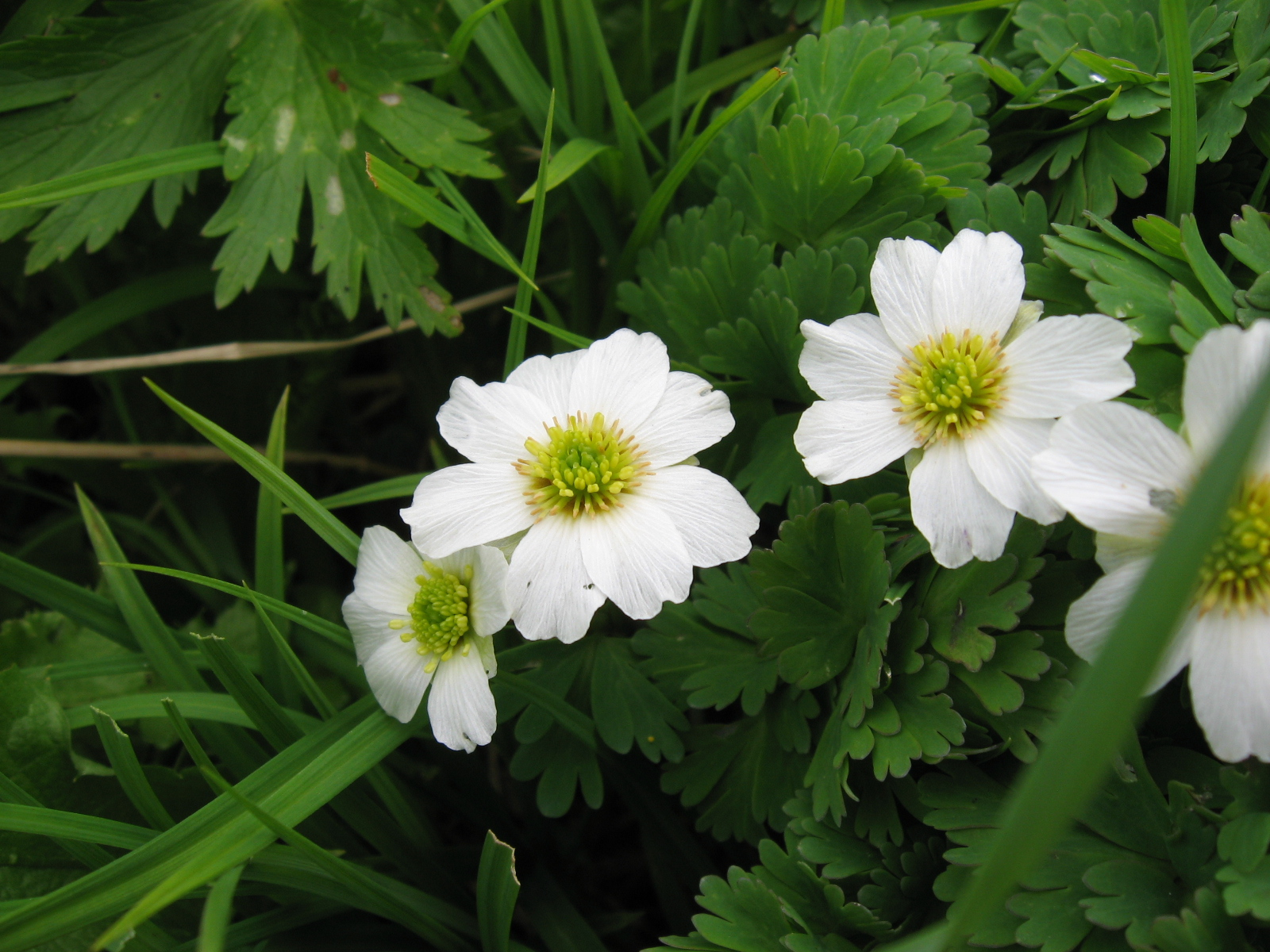
Kitadakesou (Callianthemum hondoense)